# كلية الاقتصاد في جامعة حلب
كلية الاقتصاد في جامعة حلب 
صدر المرسوم التشريعي رقم /84/ لعام 1963 متضمناً تحويل المعهد العالي التجاري إلى كلية التجارة بجامعة حلب. وفي عام 1967 صدر المرسوم التشريعي رقم /134/ القاضي بتحويلها إلى كلية العلوم الاقتصادية. وانطلاقاً من سياسة التنسيق بين الكليات المتماثلة في جامعات القطر فقد صدر قرار مجلس التعليم العالي رقم /13/ تاريخ 13/11/1977 والقرار رقم /351/ تاريخ 3/12/1977 باعتماد الخطة الدراسية الموحدة للكليتين في جامعتي حلب ودمشق وأصبحت تدعى كلية الاقتصاد والتجارة. وفي عام 1986 صدر المرسوم التشريعي رقم/ 205/ القاضي بتعديل تسمية كلية الاقتصاد والتجارة وأصبحت تدعى كلية الاقتصاد.
رؤية الكلية :
تسعى كلية الاقتصاد إلى التطوير المستمر للمحافظة على ضمان الجودة والتميز الأكاديمي في مجال تدريس مناهج الأعمال والارتقاء بالبحث العلمي والاستشارات لتكون واحدة من الكليات الرائدة في هذه المجالات، في القطر العربي السوري والبلدان المجاورة بل وفي الوطن العربي .
رسالة الكلية:
- في مجال التعليم
تهدف كلية الاقتصاد إلى إعداد الطلبة وتأهيلهم تأهيلا متميزا في المجالات المختلفة : (الإدارة، العلوم المالية والمصرفية، المحاسبة، التسويق، الإحصاء، نظم المعلومات) وكذلك تطوير الكفاءات التي تمكنهم من:
-استخدام مهارات التعامل مع الآخرين خاصة فيما يتعلق بالعمل كفريق.
-استخدام الأساليب العلمية في اتخاذ القرار.
-استخدام المهارات الكمية والتحليلية في حل المشكلات.
-استخدام تقانات المعلومات كأداة إدارية مساندة إضافة إلى إدراك أهميتها في وضع الاستراتيجيات المختلفة في مجال الأعمال.
-زيادة الثقة بالنفس، وممارسة المهام القيادية في عالم المال والأعمال.
-التفكير الإبداعي بطريقة منهجية علمية والارتقاء بالمهارات الإدارية.
- في مجال البحث العلمي:
تنمية البحث العلمي ودعم الصلات مع مؤسسات الأعمال المحلية والعالمية.
- في مجال خدمة المجتمع:
تقديم الخدمات الاستشارية والدراسات والأبحاث والبرامج التدريبية، وتعزيز علاقات التعاون مع فعاليات الأعمال.
أهداف الكلية:
1.اعداد الطلاب وتأهيلهم في مختلف ميادين الاقتصاد والإدارة وتزويدهم بمستوى عال من المعرفة في مجال اختصاصاتهم بما يواكب التقدم العلمي والتقني في العالم، وبما يتلاءم مع حاجات سوق العمل.
2.النهوض والمشاركة بالبحوث العلمية والدراسات المختلفة التي تسهم في تحقيق التنمية الاقتصادية.والاجتماعية وإيجاد الحلول لمختلف القضايا والمشكلات التي تواجه التطور الاقتصادي والاجتماعي في الجمهورية العربية السورية.
3.تطوير وسائل البحث العلمي والتعليم وأساليبهما وتطوير الكتب والمؤلفات الجامعية.
4.ترسيخ الدعائم لبناء المجتمع العربي الموحد وإذكاء الروح الوطنية والنضالية للطلاب.
5.تكوين شخصية الطالب العلمية وتنميتها.
6.الإسهام في دورات التأهيل والتخصص بما يكفل سد حاجات المجتمع من المهارات اللازمة.
7.توثيق الروابط الثقافية والعلمية مع الجامعات والهيئات العلمية العربية والأجنبية.
8.تحقيق أعلى مستوى من التفاعل بين الكلية والمجتمع بمؤسساته الاقتصادية والاجتماعية.
أقسام الكلية :
تتكون كلية الاقتصاد من الأقسام والشعب التالية :
1- قسم الاقتصاد والعلاقات الاقتصادية الدولية
2- قسم إدارة الأعمال
3- قسم الإحصاء ونظم المعلومات
4- قسم المحاسبة
5- قسم العلوم المالية والمصرفية
6- قسم التسويق
- ويتبع كلية الاقتصاد نظام التعليم المفتوح حيث يُدرّس في الكلية عدة برامج تعليمية :
1- حاسوب ونظم معلومات : افتتح في العام الدراسي [ 2001-2002 ] وتوقف التسجيل فيه في العام الدراسي [ 2006-2007 ].
2- الإدارة والمحاسبة في المشاريع الصغيرة والمتوسطة والذي افتتح في العام الدراسي [ 2006-2007 ]
3- المحاسبة
4- العلوم المالية والمصرفية
مدة الدراسة لنيل درجة الإجازة في الاقتصاد أربع سنوات دراسية في الاختصاصات التالية :
- الإحصاء ونظم المعلومات
– المحاسبة
– إدارة الأعمال
– الاقتصاد والعلاقات الاقتصادية الدولية
- العلوم المالية والمصرفية
- التسويق
علماً بأن السنتين الأولى والثانية مشتركتان لكل الاختصاصات ويبدأ التخصص على صعيد الأقسام في السنة الثالثة.
كما تمنح جامعة حلب بناءً على طلب كلية الاقتصاد الدرجات العلمية التالية في فروع الدراسات العليا على النحو التالي :
أ – درجة دبلوم الدراسات العليا ودرجة الماجستير ودرجة الدكتوراه في الفروع التالية :
-الإحصاء التطبيقي
-الاقتصاد والعلاقات الاقتصادية الدولية
- السكان
- المحاسبة
- إدارة الأعمال
-العلاقات الاقتصادية الدولية
- نظم المعلومات الإدارية
- التأمين والمصارف
علماً بأن مدة الدراسة لنيل الماجستير والدكتوراه تحدد في نظام الدراسات العليا الخاص بالكلية
ب – دبلومات التأهيل والتخصص في :
- محاسبة التكاليف
- علوم الحاسب واستخداماته في المجالات الاقتصادية
- إدارة التسويق
علماً بأن مدة الدراسة لنيل دبلوم التأهيل والتخصص سنة دراسية واحدة.
الدوام والامتحان :
- الدوام في الكلية إلزامي، ويجب أن يحقق الطالب نسبة دوام لاتقل عن 75%.
- يشترط فيمن يتقدم للامتحان النظري في سنوات التخصص فقط أن يكون قد تقدم للامتحان العملي
- يبدأ اختيار التخصص (اقتصاد – إحصاء ونظم معلومات – محاسبة –إدارة أعمال – تسويق- علوم مالية ومصرفية)ابتداءً من السنة الثالثة.
- يطبق ابتداءً من عام /2009- 2010 /النظام الفصلي المعدل، بحيث يكون هناك فصلين دراسيين (فصل أول وفصل ثاني) وفصل صيفي (امتحاني فقط). يتقدم الطالب في الفصل الأول مواد الفصل الأول فقط ويتقدم في الفصل الثاني بمواد الفصل الثاني.يحق للطالب دخول امتحان الفصل الصيفي للتقدم إلى مواد الفصل الأول والثاني إذا كان راسب في ثمان مقررات على الأكثر ويترفع إلى السنة التالية إذا كان راسب في أربع مقررات على الأكثر نتيجة الامتحان الصيفي.
إلا أن النظام تم إلغاؤه استثناءً في سنوات الحرب ، ليُعاد العمل به للعام الدراسي /2018-2019/
ثم ألغي بقرار من وزارة التعليم العالي والبحث العلمي بشكل نهائي للعام الدراسي /2019-2020/
- يُدرس في السنة الأولى والثانية /4/ مقررات باللغة الأجنبية غير تخصصية وبمعدل /4/ ساعات نظرية لكل مقرر.
- أما بالنسبة للسنة الثالثة والرابعة فيدرس أحد المقررات باللغة الأجنبية يحدده مجلس الكلية في مطلع كل عام دراسي.
النتائج الامتحانية:
يمكن الحصول على النتائج الامتحانية من خلال موقع القرية الالكترونية
مكتبات الكلية:
1- المكتبة العامة
2- المكتبة السكانية
3- مكتبة العلاقات الدولية
مركز الدراسات السكانية :
أسس مركز الدراسات السكانية عام 1971 في كلية الاقتصاد والتجارة بجامعة حلب بالتعاون مع صندوق الفعاليات السكانية التابع للأمم المتحدة بهدف:
1.تقديم المساعدة الفنية والخبرة العملية للمخططين في المجال السكاني على المستوى الوطني.
2.تأمين احتياجات القطر من التخصصين في علم السكان عن طريق الدراسات العليا (ماجستير، دكتوراه) في السكان.
3.القيام بالدراسات القادرة على كشف المشكلات السكانية في القطر وتأمين الدراسات الضرورية للتصدي لهذه المشكلات وتجاوزها.
4.ترجمة عدد من الكتب الرئيسية في السكان من اللغات الأجنبية إلى اللغة العربية.
5.القيام بالبحوث العلمية المتعلقة بالسكان والتنمية الاقتصادية.
تعاقب على إدارة الكلية :
- كلية التجارة
الأستاذ سعيد علي بك 1962 – 1966
الدكتور محمد عادل العاقل 1966 – 1968
الدكتور أنطوان أيوب 1968 – 1969
- كلية العلوم الاقتصادية
الدكتور أنطوان أيوب 1967 – 1969
الدكتور محمد عادل العاقل 1969 – 1972
الدكتور هشام خواجكية 1972 – 1974
الدكتور خالد الحامض 1974 – 1977
- كلية الاقتصاد والتجارة
الدكتور محمد الناشد 1977 – 1979
الدكتور هشام خواجكية 1979 – 1980
الدكتور عبد القادر الأفندي 1980 – 1984
الدكتور محمد الناشد 1984 - 1987
- كلية الاقتصاد
الدكتور محمد الناشد 1987 – 1988
الدكتور أحمد الأشقر 1988 – 1997
الدكتور خالد الحامض 1997 – 1999
الدكتور علي حاج بكري 1999 – 2001
الدكتور زكي حنوش 2001 – 2004
الدكتور عمر وصفي عقيلي 2004 – 2005
الدكتور علي حاج بكري 2005 – 2009
الدكتور علاء الدين جبل 2009 - 2013
الدكتور إبراهيم نائب 2013 - 2015 
الدكتور محمود إبراهيم 2015 - 2019
الدكتور عبد الناصر حميدان 2019 - 2020
الدكتور غسان ساكت 2020 - 2024  
الدكتور محمد ضاهر 2025 - حتى تاريخه 
---
المصادر:
1. ↑  , الموقع الرسمي لكلية الاقتصاد. نسخة محفوظة 14 أبريل 2012 على موقع واي باك مشين.